# Fort Thomas (Arizona)
Fort Thomas – jednostka osadnicza w Stanach Zjednoczonych, w stanie Arizona, w hrabstwie Graham.